# يوزيف غاوخيل
يوزيف غاوخيل (بالألمانية: Josef Gauchel)‏ (مواليد 11 سبتمبر 1916) هو لاعب كرة قدم. يلعب مع منتخب ألمانيا لكرة القدم. سبق له أن لعب في كأس العالم لكرة القدم مع منتخب بلاده.

## روابط خارجية
- يوزيف غاوخيل على موقع الاتحاد الدولي (مؤرشف)  (الإنجليزية)
- يوزيف غاوخيل على موقع قاعدة بيانات كرة القدم.إي يو (الإنجليزية)
- يوزيف غاوخيل على موقع ناشيونال فوتبول تيمز (الإنجليزية)
- يوزيف غاوخيل على موقع Soccerway.com (الإنجليزية)
- يوزيف غاوخيل على موقع عالم كرة القدم.نت (الإنجليزية)
- يوزيف غاوخيل على موقع أوليمبيديا (الإنجليزية)